# 2016-os ifjúsági és U23-as gyorsasági kajak-kenu világbajnokság
A 2016-os ifjúsági és U23 gyorsasági kajak-kenu világbajnokságot Fehéroroszországban, Minszkben rendezték július 28. és 31. között.
Az éremtáblázat élén Magyarország küldöttsége végzett, az ország versenyzői 10 arany-, 7 ezüst- és 8 bronzérmet, összesen 25 érmet szereztek. Ezzel a szerepléssel a magyaroké lett a legjobb eredmény a gyorsasági kajak-kenu történelmében, amit egy nemzet sportolói értek el egy világversenyen. A magyar küldöttség legeredményesebb versenyzője Homonnai Luca volt, aki három aranyéremmel tért haza.

## Összesített éremtáblázat
*   Rendező
  *   Magyarország
| Helyezés | Ország                  | Arany | Ezüst | Bronz | Összesen |
| -------- | ----------------------- | ----- | ----- | ----- | -------- |
| 1        | Magyarország            | 10    | 7     | 8     | 25       |
| 2        | Fehéroroszország        | 7     | 5     | 2     | 14       |
| 3        | Oroszország             | 7     | 4     | 5     | 16       |
| 4        | Németország             | 4     | 2     | 2     | 8        |
| 5        | Románia                 | 1     | 3     | 0     | 4        |
| 6        | Ukrajna                 | 1     | 1     | 3     | 5        |
| 7        | Belgium                 | 1     | 1     | 0     | 2        |
| 7        | Kanada                  | 1     | 1     | 0     | 2        |
| 9        | Kazahsztán              | 1     | 0     | 1     | 2        |
| 9        | Csehország              | 1     | 0     | 1     | 2        |
| 11       | Portugália              | 1     | 0     | 0     | 1        |
| 12       | Lengyelország           | 0     | 3     | 1     | 4        |
| 13       | Spanyolország           | 0     | 1     | 2     | 3        |
| 14       | Egyesült Királyság      | 0     | 1     | 1     | 2        |
| 14       | Franciaország           | 0     | 1     | 1     | 2        |
| 16       | Dánia                   | 0     | 1     | 0     | 1        |
| 16       | Grúzia                  | 0     | 1     | 0     | 1        |
| 16       | Litvánia                | 0     | 1     | 0     | 1        |
| 19       | Ecuador                 | 0     | 0     | 3     | 3        |
| 20       | Dél-afrikai Köztársaság | 0     | 0     | 1     | 1        |
| 20       | Görögország             | 0     | 0     | 1     | 1        |
| 20       | Norvégia                | 0     | 0     | 1     | 1        |
| 20       | Olaszország             | 0     | 0     | 1     | 1        |
| 20       | Szlovákia               | 0     | 0     | 1     | 1        |
| Összesen | Összesen                | 35    | 33    | 35    | 103      |

## Eredmények

### Ifjúsági

#### Éremtáblázat
*   Rendező
  *   Magyarország
| Helyezés | Ország                  | Arany | Ezüst | Bronz | Összesen |
| -------- | ----------------------- | ----- | ----- | ----- | -------- |
| 1        | Oroszország             | 6     | 2     | 3     | 11       |
| 2        | Magyarország            | 5     | 4     | 4     | 13       |
| 3        | Fehéroroszország        | 5     | 2     | 0     | 7        |
| 4        | Németország             | 1     | 1     | 2     | 4        |
| 5        | Románia                 | 1     | 1     | 0     | 2        |
| 6        | Egyesült Királyság      | 0     | 1     | 1     | 2        |
| 6        | Franciaország           | 0     | 1     | 1     | 2        |
| 6        | Lengyelország           | 0     | 1     | 1     | 2        |
| 6        | Ukrajna                 | 0     | 1     | 1     | 2        |
| 10       | Dánia                   | 0     | 1     | 0     | 1        |
| 10       | Grúzia                  | 0     | 1     | 0     | 1        |
| 12       | Csehország              | 0     | 0     | 1     | 1        |
| 12       | Dél-afrikai Köztársaság | 0     | 0     | 1     | 1        |
| 12       | Görögország             | 0     | 0     | 1     | 1        |
| 12       | Norvégia                | 0     | 0     | 1     | 1        |
| 12       | Szlovákia               | 0     | 0     | 1     | 1        |
| Összesen | Összesen                | 18    | 16    | 18    | 52       |

#### Érmesek
| Versenyszám     | Arany                                                                                              | Arany    | Ezüst                                                                              | Ezüst    | Bronz                                                                                           | Bronz    |
| --------------- | -------------------------------------------------------------------------------------------------- | -------- | ---------------------------------------------------------------------------------- | -------- | ----------------------------------------------------------------------------------------------- | -------- |
| C1 férfi 200 m  | Alekszandr Tutajev · Oroszország                                                                   | 40,992   | Murman Malania · Grúzia                                                            | 41,046   | Némedi Konrád · Magyarország                                                                    | 41,887   |
| C4 férfi 500 m  | Gheorghe Alexandru Stoian · Catalin Chirila · Marius Milu · Andrei Nicolae · Románia               | 1:39,319 | Dawid Dziurla · Alan Wisniewski · Patryk Kowalski · Jakub Brodka · Lengyelország   | 1:40,436 | Kállai Róbert Gida · Hajnal Jenő Kristóf · Némedi Konrád · Takács Mihály Áron · Magyarország    | 1:40,826 |
| C1 férfi 1000 m | Alekszandr Tutajev · Oroszország                                                                   | 4:06,560 | Catalin Chirila · Románia                                                          | 4:07,560 | Sztefánosz Dimopúlosz · Görögország                                                             | 4:08,065 |
| C2 férfi 1000 m | Jan Kavaljauszkasz · Ivan Dmitrijev · Oroszország                                                  | 3:44,543 | Rihor Majsziuk · Gyanyisz Vascsanka · Fehéroroszország                             | 3:44,774 | Krasznai Péter · Takács Mihály Áron · Magyarország                                              | 3:49,390 |
| K1 férfi 200 m  | Szergej Filin · Oroszország                                                                        | 36,517   | Kuli István · Magyarország                                                         | 36,907   | Hakeem Teland · Norvégia                                                                        | 37,059   |
| K1 férfi 200 m  | Szergej Filin · Oroszország                                                                        | 36,517   | Kuli István · Magyarország                                                         | 36,907   | Jeremy Lerau · Franciaország                                                                    | 37,059   |
| K2 férfi 200 m  | Szergej Filin · Andrej Smirov · Oroszország                                                        | 33,054   | Kirkov Valentin Iván · Kuli István · Magyarország                                  | 33,623   | Trevor Thomson · Noah Dembele · Egyesült Királyság                                              | 33,884   |
| K1 férfi 1000 m | Jacob Schöpf · Németország                                                                         | 3:40,047 | Magnus Gregory · Egyesült Királyság                                                | 3:40,419 | Jean van der Westhuizen · Dél-afrikai Köztársaság                                               | 3:42,887 |
| K2 férfi 1000 m | Petró Erik · Varga Ádám · Magyarország                                                             | 3:19,084 | Mikita Szanko · Uladziszlau Szuhanoszau · Fehéroroszország                         | 3:20,690 | Samo Balaž · Zalka Csaba · Szlovákia                                                            | 3:20,864 |
| K4 férfi 1000 m | Mikita Szanko · Uladziszlau Szuhanoszau · Sztanyiszlau Dajneka · Ilja Fedarenka · Fehéroroszország | 3:04,865 | Petró Erik · Erdőssy Csaba · Varga Ádám · Mozgi Milán · Magyarország               | 3:05,618 | Vojtech Prochazka · Michal Cerovsky · Jakub Stejskal · Martin Sobisek · Csehország              | 3:06,053 |
| C1 női 200 m    | Nadzeja Makarcsanka · Fehéroroszország                                                             | 49,374   | Eugénie Dorange · Franciaország                                                    | 50,117   | Nagy Bianka · Magyarország                                                                      | 50,424   |
| C2 női 200 m    | Alena Nazdrova · Nadzeja Makarcsanka · Fehéroroszország                                            | 45,238   | Alija Almakajeva · Darija Karcsenko · Oroszország                                  | 46,313   | Annika Loske · Ophelia Preller · Németország                                                    | 48,258   |
| C1 női 500 m    | Alena Nazdrova · Fehéroroszország                                                                  | 2:16,891 | Nagy Bianka · Magyarország                                                         | 2:17,978 | Alija Almakajeva · Oroszország                                                                  | 2:19,971 |
| C2 női 500 m    | Alena Nazdrova · Nadzeja Makarcsanka · Fehéroroszország                                            | 2:05,553 | Alija Almakajeva · Darija Karcsenko · Oroszország                                  | 2:07,500 | Annika Loske · Ophelia Preller · Németország                                                    | 2:10,798 |
| K1 női 200 m    | Homonnai Luca · Magyarország                                                                       | 41,666   | Ljudmila Kuklinovszka · Ukrajna                                                    | 41,720   | Arina Anyoskina · Oroszország                                                                   | 42,278   |
| K1 női 500 m    | Homonnai Luca · Magyarország                                                                       | 1:56,310 |                                                                                    |          | Ljudmila Kuklinovszka · Ukrajna                                                                 | 1:57,540 |
| K1 női 500 m    | Arina Anyoskina · Oroszország                                                                      | 1:56,310 |                                                                                    |          | Ljudmila Kuklinovszka · Ukrajna                                                                 | 1:57,540 |
| K2 női 500 m    | Racskó Fruzsina · Gazsó Alida Dóra · Magyarország                                                  | 1:49,435 | Mette Graversen · Line Langelund · Dánia                                           | 1:49,683 | Helena Wisniewska · Julia Olszewska · Lengyelország                                             | 1:49,908 |
| K4 női 500 m    | Racskó Fruzsina · Gazsó Alida Dóra · Pupp Noémi · Homonnai Luca · Magyarország                     | 1:39,194 | Katinka Hofmann · Kim Janine Riedle · Jule Marie Hake · Clara Thieme · Németország | 1:40,440 | Natalia Kosztyikova · Anasztaszija Fedorova · Victoria Krupnova · Arina Anyoskina · Oroszország | 1:40,500 |

### U23

#### Érmesek
| Versenyszám     | Arany                                                                                         | Arany    | Ezüst                                                                                           | Ezüst    | Bronz                                                                                  | Bronz    |
| --------------- | --------------------------------------------------------------------------------------------- | -------- | ----------------------------------------------------------------------------------------------- | -------- | -------------------------------------------------------------------------------------- | -------- |
| C1 férfi 200 m  | Tiago Tavares · Portugália                                                                    | 40,071   | Vadim Korobov · Litvánia                                                                        | 40,191   | Szergej Jemeljanov · Kazahsztán                                                        | 40,363   |
| C4 férfi 500 m  | Ivan Likovidov · Oleg Surinkin · Nikolaj Melesnyikov · Artem Pron · Oroszország               | 1:36,894 | Aleksander Kitewski · Michal Marek Lubniewski · Marcel Holdak · Arsen Sliwinski · Lengyelország | 1:37,544 | Boriszlav Bizu · Oleg Borovik · Bogdan Csaban · Dimitro Zagnij · Ukrajna               | 1:37,671 |
| C1 férfi 1000 m | Jurij Vandijuk · Ukrajna                                                                      | 3:59,889 | Wiktor Glazunow · Lengyelország                                                                 | 4:01,864 | Bodonyi András · Magyarország                                                          | 4:02,797 |
| C2 férfi 1000 m | Szergej Jemeljanov · Timofej Jemeljanov · Kazahsztán                                          | 3:39,534 | Leonid Carp · Stefan Andrei Strat · Románia                                                     | 3:41,474 | Jurij Vandijuk · Andrij Ribacsok · Ukrajna                                             | 3:42,401 |
| K1 férfi 200 m  | Birkás Balázs · Magyarország                                                                  | 35,278   | Oleg Gusev · Oroszország                                                                        | 35,986   | Carlos Arévalo · Spanyolország                                                         | 36,126   |
| K2 férfi 200 m  | Max Lemke · Felix König · Németország                                                         | 32,066   | Balaska Márk · Birkás Balázs · Magyarország                                                     | 32,133   | Michele Bertolini · Riccardo Maria Spotti · Olaszország                                | 32,370   |
| K1 férfi 1000 m | Artuur Peters · Belgium                                                                       | 3:34,611 | Igar Bajcseuszki · Fehéroroszország                                                             | 3:35,731 | Solti László · Magyarország                                                            | 3:36,226 |
| K2 férfi 1000 m | Tomas Vesely · Radek Šlouf · Csehország                                                       | 3:17,755 | Felix Landes · Lukas Reuschenbach · Németország                                                 | 3:18,102 | Oleg Sinjavin · Maxim Szpeszivtszev · Oroszország                                      | 3:18,216 |
| K4 férfi 1000 m | Aljakszej Misiucsenka · Georgi Anikin · Kiril Nikitszin · Makszim Zajtszau · Fehéroroszország | 2:57,278 | Noé Bálint · Nádas Bence · Koleszár Mátyás · Ilyés Róbert · Magyarország                        | 2:57,848 | Javier Cabañín Barturen · Albert Marti · Juan González · Roi Rodriguez · Spanyolország | 2:58,978 |
| C1 női 200 m    | Katie Vincent · Kanada                                                                        | 48,349   | Kamila Bobr · Fehéroroszország                                                                  | 49,309   | Anggie Avegno · Ecuador                                                                | 49,929   |
| C2 női 200 m    | Darina Pikuleva · Kamila Bobr · Fehéroroszország                                              | 45,738   | Balla Virág · Takács Kincső · Magyarország                                                      | 46,663   | Lissette Espinoza · Anggie Avegno · Ecuador                                            | 47,593   |
| C1 női 500 m    | Lakatos Zsanett · Magyarország                                                                | 2:16,655 | Volha Klimava · Fehéroroszország                                                                | 2:18,013 | Anggie Avegno · Ecuador                                                                | 2:20,348 |
| C2 női 500 m    | Balla Virág · Takács Kincső · Magyarország                                                    | 2:00,303 | Katie Vincent · Nadya Crossman-Serb · Kanada                                                    | 2:01,511 | Snyazgana Bobr · Volha Klimava · Fehéroroszország                                      | 2:02,246 |
| K1 női 200 m    | Lucz Dóra · Magyarország                                                                      | 42,229   | Iuliana Taran · Románia                                                                         | 42,881   | Anasztaszija Nevszkaja · Oroszország                                                   | 43,126   |
| K1 női 500 m    | Lucz Dóra · Magyarország                                                                      | 1:52,845 | Hermien Peters · Belgium                                                                        | 1:53,468 | Alekszandra Grisina · Fehéroroszország                                                 | 1:53,565 |
| K2 női 500 m    | Jasmin Fritz · Nina Krankemann · Németország                                                  | 1:46,333 | Ljudmila Odintszova · Szvetlana Csernigovszkaja · Oroszország                                   | 1:47,134 | Hagymási Réka · Takács Tamara · Magyarország                                           | 1:48,262 |
| K4 női 500 m    | Jasmin Fritz · Melanie Gebhardt · Tabea Medert · Nina Krankemann · Németország                | 1:35,214 | Sara Ouzande · Camila Morison · Natalia Garcia · Begoña Lazkano · Spanyolország                 | 1:36,219 | Szilágyi Anett · Katrinecz Rita · Malcsiner Eszter · Szabó Ágnes · Magyarország        | 1:36,826 |